# Reyes Estévez
Reyes Estévez López (* 2. srpna 1976, Cornellà de Llobregat, Katalánsko) je španělský atlet, běžec, který se věnuje středním tratím. Jeho specializací je zejména běh na 1500 metrů.
Reprezentoval na letních olympijských hrách v roce 1996, 2004 a 2008. Největší úspěch zaznamenal na olympiádě v Athénách 2004, kde doběhl ve finále na sedmém místě.
Těsně pod stupni vítězů, na čtvrtém místě skončil na ME v atletice 2010 v Barceloně. Na bronzovou medaili, kterou vybojoval jeho krajan Manuel Olmedo ztratil v cíli 13 setin sekundy.